# フランシス・カニンガム (第2代カニンガム男爵)
第2代カニンガム男爵フランシス・ピアポント・カニンガム（英語: Francis Pierpoint Conyngham, 2nd Baron Conyngham、出生名フランシス・ピアポント・バートン（Francis Pierpoint Burton）、1720年代 – 1787年5月22日）は、アイルランド王国の貴族、政治家。

## 生涯
フランシス・バートンとメアリー・カニンガム（Mary Conyngham、ヘンリー・カニンガムの娘）の息子として生まれた。
1750年3月19日、エリザベス・クレメンツ（Elizabeth Clements、1731年8月18日 – 1814年10月31日、ナサニエル・クレメンツの娘）と結婚、2男をもうけた。
- ヘンリー（1766年12月26日 – 1832年12月28日） - 第3代カニンガム男爵、初代カニンガム子爵、初代カニンガム伯爵、初代カニンガム侯爵、初代ミンスター男爵
- フランシス・ナサニエル（英語版）（1766年12月26日 – 1832年1月27日） - 庶民院議員。1801年6月4日、ヴァレンティア・レティシア・ローレス（Valentia Letitia Lawless、1844年2月4日没、初代クロンカリー男爵ニコラス・ローレスの娘）と結婚、子供あり

1753年から1760年までキリーベッグス選挙区の、1761年から1776年までクレア選挙区の代表としてアイルランド庶民院議員を務めた。
1781年4月3日に母方の叔父にあたる初代カニンガム伯爵ヘンリー・カニンガムが死去すると、カニンガム男爵位（第2期、1781年創設）を継承、同年5月3日に国王の許可を得て姓をカニンガムに改めた後1782年4月29日にアイルランド貴族院議員に就任した。
1787年5月22日にブリストルのホットウェルズ地区で死去、息子ヘンリーが爵位を継承した。